# Звіггелте
Звіггелте (нід. Zwiggelte) — село в нідерландській провінції Дренте. Входить до муніципалітету Мідден-Дренте.
Його площа становить 23,43 км², а населення станом на 2021 рік складало 470 осіб.